# Lohengrin

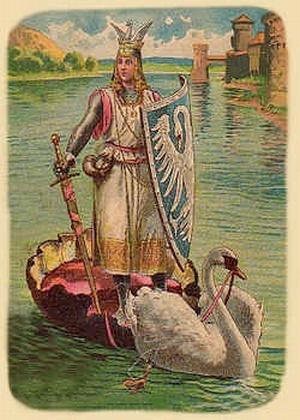
Concepção artística de Lohengrin do começo do século XX

Lohengrin é um personagem do Ciclo Arturiano. Filho de Perceval, é um cavaleiros da Távola Redonda enviado em um barco guiado por cisnes para resgatar a dama que nunca pode perguntar pela sua identidade. Sua história é uma versão da lenda do Cavaleiro do Cisne.
Lohengrin aparece originalmente como Loherangrin, filho de Perceval e Brancaflor no poema Parzival de Wolfram von Eschenbach. Loherangrin e seu irmão gêmeo Kardeiz reunem-se a seus pais no Munsalväsche quando Perceval torna-se o Rei Pescador; Kardeiz posteriormente assume as terras do pai, e Loherangrin permanece em Munsalväsche como cavaleiro do Graal. Membros desta ordem são mandados em missões secretas para fornecer nobres a reinos que perderam seus protetores, e Loherangrin é chamado para esta tarefa em Brabante, cujo duque morreu sem herdeiros. Filha do duque, Elsa teme que o reino seja perdido, mas Loherangrin aparece em um barco guiado por um cisne e oferece ajuda, com a condição de que Elsa nunca pergunte seu nome. Ele casa com Elsa e serve Brabante por anos, mas um dia a esposa faz a pergunta proibida. Por fim, Loherangrin explica sua origem e deixa as terras para nunca mais retornar, novamente guiado pelo cisne.
A história foi expandida no final do século XIII por um certo Nouhusius (ou Nouhuwius), que mudou o nome do personagem e associou o romance e seus elementos à história do Sacro Império Romano-Germânico. Sua linha segue tal como a de Wolfram, mas adiciona certos detalhes. Por exemplo, nela o questionamento de Elsa ocorre somente após alegações da antagonista, que espalha rumores de que Lohengrin não possui sangue nobre. No século XV a história é explorada novamente pelo anônimo Lorengel. Essa versão não inclui o tabu da pergunta ao protagonista, e no final Lorengel e sua princesa vivem felizes.
Em 1848, Richard Wagner adaptou a lenda em sua popular ópera Lohengrin, considerada a versão da história mais conhecida atualmente. Lohengrin aparece para defender a princesa Elsa da falsa acusação de ter matado seu irmão mais novo (que na realidade está vivo e reaparece no final da obra). De acordo com a interpretação de Wagner, o Santo Graal fornece ao Cavaleiro do Cisne poderes místicos que só podem ser mantidos se sua natureza permanecer em segredo, justificando o perigo da quebra do tabu da pergunta sobre seu nome e sua origem.